# Fritz Emrich
Fritz Emrich (* 19. August 1894 in Weihstein (Schlesien); † 23. Juli 1947 in Berlin) war ein deutscher antifaschistischer Widerstandskämpfer und Politiker (KPD). Er war Abgeordneter des Reichstags.

## Leben und Wirken
Der Sohn eines Maurers erlernte nach dem Besuch der Volksschule das Schneiderhandwerk. In den folgenden Jahren arbeitete er in der Textilbranche. Seit 1910 war Emrich Mitglied der Sozialdemokratischen Partei Deutschlands (SPD). 1920 wechselte Emrich in die Kommunistische Partei Deutschlands (KPD). Seit 1928 war er hauptamtlicher Funktionär im Zentralkomitee der KPD. Im Zusammenhang mit dem IV. Weltkongress der Roten Gewerkschafts-Internationale (RGI) 1928 gelangte er in das Präsidium der Profintern. Ab 1929/30 gehörte Emrich dem Reichskomitee der Revolutionären Gewerkschafts-Opposition (RGO) an. Im Juli 1930 übernahm er kommissarisch die Funktion des Reichsleiters der RGO, nachdem Paul Merker von diesem Posten verdrängt worden war. Emrichs Aufgabenbereich als RGO-Reichsleiter endete im Oktober 1930, als er von Franz Dahlem in dieser Funktion abgelöst wurde. Danach war er weiterhin in leitender Funktion im RGO-Reichskomitee tätig. Im Juli 1932 wurde Emrich als Kandidat der KPD für den Wahlkreis 11 (Merseburg) in den Reichstag gewählt, dem er in der Folge bis zum März 1933 angehörte.
Unmittelbar nach dem Reichstagsbrand vom Februar 1933 wurde Emrich als kommunistischer Reichstagsabgeordneter von den Nationalsozialisten verhaftet. Im März desselben Jahres wurde Emrich erneut in den Reichstag gewählt – diesmal für den Wahlkreis 18 (Westfalen-Süd) –, konnte sein Mandat wie die übrigen KPD-Reichstagsabgeordneten aber nicht mehr antreten. Bis 1936 wurde er in den Konzentrationslagern Esterwegen und Papenburg gefangengehalten. Nach seiner Entlassung arbeitete Emrich als Dienstverpflichteter in einer chemischen Reinigungsfabrik und war in der Berliner Untergrundorganisation der KPD tätig. Während des Zweiten Weltkrieges war Emrich Mitglied der Berliner Widerstandsorganisation um Anton Saefkow und maßgeblich am Aufbau des Netzwerkes dieser Organisation beteiligt. Seit der Verhaftung Anton Saefkows im Juli 1944 schlug er sich, ganz auf sich allein gestellt, bis zum Sieg der Roten Armee im Mai 1945 illegal in der Hauptstadt des untergehenden Deutschen Reiches durch.
Nach dem Krieg war Emrich im Mai 1945 für kurze Zeit als Vorsteher des Polizeireviers Friedrichshagen und bald darauf im Präsidium der Volkspolizei in Berlin in leitender Funktion tätig. Er war Verbindungsoffizier  zum Magistrat, Sachbearbeiter im Kommando der Schutzpolizei und seit Dezember 1946 Leiter der Personalabteilung der Schutzpolizei in Berlin. 1946 wurde er Mitglied der SED. 1947 verunglückten die beiden Kommissare der Schutzpolizei Emrich und Emil Klenz und sieben weitere Personen bei einem Explosionsunglück im Kommando der Schutzpolizei, Schönhauser Allee 22, tödlich. Das Unglück war auf die grobe Fahrlässigkeit eines Feuerwerkers zurückzuführen, der ebenfalls ums Leben kam.
Sein Grab befindet sich auf dem Evangelischen Friedhof Friedrichshagen in der Aßmannstraße.

## Ehrungen
- Heute erinnert die Emrich-Straße in Treptow-Köpenick an Fritz Emrich, die seit Juni 1960 diesen Namen trägt.
- 1980 wurde dem Feierabendheim in der Köpenicker Werlseestraße 39 der Name Fritz Emrich verliehen.[5]
- 1981 erhielt auf Befehl des Leiters der Zivilverteidigung von Berlin, Erhard Krack, eine Formation der Zivilverteidigung aus dem Funkwerk Köpenick den Namen Fritz Emrich.[6]

## Schriften
- Das Zeichen des Schneiderlehrlings. 1930.
- Streiksignal und Streikverrat: Hamburg. 1933.